# The Classical Conspiracy
The Classical Conspiracy este cel de-al doilea album în concert al formației olandeze de muzică metal (simfonică și gotică), Epica.

## Ordinea pieselor incluse pe disc
Primul CD
1. „Palladium” — 3:46
2. „Dies Irae” — 2:15
3. „Ombra Mai Fu” — 3:06
4. „Adagio” — 9:02
5. „Spiderman Medley” — 4:16
6. „Presto” — 3:08
7. „Montagues & Capulets” — 2:11
8. „The Imperial March” — 3:25
9. „Stabat Mater Dolorosa” — 4:31
10. „Unholy Trinity” — 3:12
11. „In The Hall Of The Moutain King” — 3:11
12. „Pirates Of The Caribbean” — 6:44
13. „Indigo” — 2:04
14. „The Last Crusade” — 4:18
15. „Sensorium” — 5:06
16. „Quietus” — 4:22
17. „Chasing The Dragon” — 8:03
18. „Feint” — 4:34

Cel de-al doilea CD
1. „Never Enough” — 5:37
2. „Beyond Belief” — 5:29
3. „Cry for the Moon” — 7:44
4. „Safeguard To Paradise” — 3:59
5. „Blank Infinity” — 4:45
6. „Living A Lie” — 5:24
7. „The Phantom Agony” — 10:30
8. „Sancta Terra” — 5:11
9. „Illusive Consensus” — 5:45
10. „Consign To Oblivion” — 12:06